# Iredaleoconcha inopina
Iredaleoconcha inopina är en snäckart som beskrevs av Preston 1913. Iredaleoconcha inopina ingår i släktet Iredaleoconcha och familjen Helicarionidae. Inga underarter finns listade i Catalogue of Life.